# Somebody's Watching Me (album)
Somebody's Watching Me è il primo album in studio del cantante statunitense Rockwell, pubblicato il 17 gennaio 1984 su vinile (catalogo 6052ML, ZL 72147) e cassetta (MCM 6052) dalla Motown Records.

## Il disco
Contiene la hit Somebody's Watching Me del 1983, famosa per il ritornello cantato da Michael Jackson, e una cover di Taxman, brano dei Beatles.

| Recensione | Giudizio |
| ---------- | -------- |
| AllMusic   | [ 2 ]    |

## Tracce
Edizioni musicali Jobete Music, eccetto Taxman: Maclen Music.
Lato A
1. Somebody's Watching Me – 5:01 (Rockwell)
2. Obscene Phone Caller – 3:24 (Rockwell)
3. Taxman – 3:56 (George Harrison)
4. Change Your Ways – 4:49 (Rockwell, Curtis Anthony Nolen, Norman Dozier)

Lato B
1. Runaway – 4:24 (Rockwell, Curtis Anthony Nolen, Norman Dozier)
2. Wasting Away – 3:55 (Rockwell, Curtis Anthony Nolen, Norman Dozier)
3. Knife – 5:03 (Rockwell, Mitchell Bottler, Norma Helms)
4. Foreign Country – 5:56 (Rockwell, Curtis Anthony Nolen, Norman Dozier)

## Musicisti
- Rockwell - voce, composizione e arrangiamento tastiere e sintetizzatori, percussioni
- Michael Jackson - voce nel ritornello in Somebody's Watching Me, cori
- David Cochrane - basso in Knife
- Ricky Lawson - batteria in Knife

### Altri musicisti
- Jermaine Jackson - cori
- Anthony Santosusso - tastiere, sintetizzatori, percussioni
- Gregory Karukas - basso sintetizzato
- Phillip Madayag - batteria
- Nicholas Brown, Thomas J. Parker - chitarre
- Norman Dozier, Jim Foeber, Michael Lang, Randy Waldman, Russell Ferrante - sintetizzatori, tastiere
- Lyndie White, Marva Holcolm, Oma Drake, Teri DeSario, Terry Young, Monalisa Young - cori